# Crotaphatrema lamottei
Crotaphatrema lamottei es una especie de anfibios gimnofiones de la familia Caeciliidae.
Es endémica de Camerún, en concreto del Monte Oku, de la Región del Noroeste. Se halla a unos 2300 m de altitud. 
Sus hábitats naturales incluyen montanos secos, jardines rurales y zonas previamente boscosas ahora muy degradadas.